# Balba González-Camino
Balbanuz González-Camino López (Madrid, 25 de abril de 1971), también conocida como Balba Camino, es una expilota de automovilismo y empresaria, considerada como pionera en el mundo del motor al ser la primera mujer en ganar un campeonato de automovilismo español y la primera en el mundo en ganar un campeonato nacional de GT con su triunfo en el Campeonato de España del año 2000.

## Trayectoria

### Inicios
De la mano de su padre, el piloto e instructor de la Escuela Española de Pilotos Fernando González-Camino, Balba se inició en 1989 con la participación en el Trofeo de España de Vehículos Clásicos, con un Lotus Elan que su mismo padre le había prestado. Consiguió terminar en el podio, marcando su primer pequeño gran hito en la primera temporada de esta competición. Para el año siguiente siguió en la renombrada como Copa de España para Vehículos Históricos, donde pilotó un Lotus Superseven S3 restaurado por su padre En la última ronda, donde llegaba tercera en el campeonato, Balba se llevó la carrera proclamándose casi por sorpresa como vencedora del certámen, y por lo tanto. logrando su primer hito personal, el de ser la primera mujer en ganar un campeonato español de automovilismo en circuito. Paralelamente ese año se había iniciado en los monoplazas con su participación en la Fórmula Fiat Uno, donde no consiguió resultados destacados. 
La temporada siguiente repitió en las dos competiciones, ya vestida del verde de su patrocinador principal BP. Hecha ya a un coche que contaba con unas prestaciones superiores a la mayoría de sus rivales, repitió como campeona en el Trofeo de Históricos en la clase 71 dominando en prácticamente en todas las carreras, además, terminó tercera en la última carrera de la temporada de la Fórmula FIAT disputada en el Circuito del Jarama, consiguiendo ser la primera mujer en conseguir un podio en una carrera nacional de monoplazas.

### CET y Copa Porsche
En 1992, se inscribió en el Campeonato de España de Turismos junto a Emilio de Villota con dos Porsche, el proyecto se tuvo que cancelar ya que la FEA no consideraba el modelo elegido como apto para el CET, y los dos madrileños cambiaron a dos Mercedes. Sin embargo al ver el escaso rendimiento de éstos, finalmente corrieron, como la mayoría de participantes de esa temporada, con dos BMW M3 que les llegaron con el campeonato ya empezado. En esa primera temporada Balba no consiguió destacar, y decidió cambiarse a un Opel Calibra de la agrupación dos para la temporada siguiente. En un duelo directo con Josep Arqué, éste finalmente se hizo con la victoria en la división II, y a pesar de varias victorias de clase la madrileña quedó tercera en la clasificación final a pocos puntos de la segunda plaza.
Tras no poder correr con los Porsche en el CET por ser un coche a medio camino entre un GT y un turismo, en 1993 Emilio había iniciado su propia copa nacional de circuitos, la Copa Porsche 968 CS. Balba se apuntó, realizando una gran primera temporada donde se mostró delante en muchas de las carreras, quedando finalmente tercera a pocos puntos de Emilio, campeón, y de Juan Ridruejo, subcampeón. En 1994 se planteó un posible cambio a la Fórmula Atlantic, pero finalmente no sucedió y repitió de nuevo programa en la Copa Porsche, donde la fuerte irrupción de Miguel Ángel de Castro y Jesús Díez-Villarroel, dominadores de la temporada junto a Emilio, relegaron a la madrileña a una quinta posición final, quedando a tan solo un punto de la cuarta plaza. A mitad de año, participó en una de las carrera del GT Las Amerícas disputada en la República Dominicana con un Pontiac Fiero, donde quedó segunda en su categoría logrando un nuevo hito femenino en ese país.
En 1995 y 1996 repitió en algunas carreras de la Copa Porsche 968, aunque sin disputar las temporadas completas; y en 1997 participó en la Copa Nacional Renault, donde ante la gran cantidad de participantes y ante un turismo nuevo para ella, no consiguió destacar.

### Monoplazas y GT
La primera participación seria de Balba Camino con los GT, se produjo en las citas españolas (Circuito del Jarama y Circuito de Jerez) de la temporada 1995 de la BPR Global GT Series, donde partició en sendas carreras de 4 Horas con un Porsche 911 GT2 de la escudería alemana Seikel Motorsport. En Jarama junto a dos compañeros italianos, terminó decimoséptima general y séptima de la categoría GT3; mientras en Jerez con un compañero alemán y otro sueco no finalizaron la prueba.
En 1996 participó en la última carrera de la Fisa Golden Cup Superformula disputada en el Circuit de Catalunya, tras su paso por la Mégane, en 1998 participó en la Fórmula Supertoyota, donde debutaba EV Racing como escudería, con Fernando Camino como director. Balba solo consiguió puntuar en tres de las ocho carreras quedando decimosexta.
En 1999 daba un gran paso en su estrategia deportiva, montando y dirigiendo junto a Miguel Ángel de Castro, otros involucrados y el apoyo de Movistar, el Movistar Racing Fórmula, un programa de promoción de pilotos que participaría durante esa temporada y la siguiente en varias competiciones. Ambos participaron en la segunda temporada del Open by Nissan, donde ninguno de los dos quedó satisfecho con la gestión técnica llevada a cabo por el Elide Racing y el devenir de la temporada, y ante el anuncio de una pronta retirada del apoyo del patrocinador, ambos decidieron volver a los GT.
La pareja consiguió ser equipo oficial de Marcos en el 2000 y lograron sorprender a todos llevándose el campeonato general con un Marcos LM600, a la vez que ser campeones de la división GTA. Este último logro lo repetiría en 2003 de nuevo con de Castro a bordo un Seat Toledo GT
En 2001 con un nuevo Lister Storm como montura volviendo a ser siendo pilotos oficiales, a pesar de haber terminado en el podio en las cinco de las seis primeras, sufrieron una nefasta segunda parte de la temporada al no puntuar en ninguna de las cinco pruebas finales. En 2002 Balba sólo participó en dos pruebas, una en el Jarama con un Porsche 993 GT2, y la otra en la última prueba del año con el nuevo SEAT Toledo GT a modo de test para la temporada siguiente. Dicho 2003, enmarcados dentro del equipo Darro Motor, se tienen que conformar con el subcampeonato al no poder batir a Ginés Vivancos, que competía con el otro Seat Toledo GT del Darro Motor compartido en la mayoría de carreras con Jordi Gené.
Tras ello, Balba decidió buscar nuevos horizontes y tan sólo reaparecería dos años más tarde con un LMP1 en los 1000 km de Silverstone y en 2014 en la prueba de resistencia de 32 horas llamada Maxi Endurance, donde participó con dos coches diferentes, quedando tercera en la categoría Sport (de cuatro participantes) y primera en la categoría Prototipos (dos participantes).

## Vida personal
En 1999 fue fundadora de Auriga Cool Marketing, una agencia donde aparte de llevar el proyecto de Movistar en la Fórmula Nissan y otros campeonato de monoplazas, empiezan a proporcionar diferentes servicios para marcas de automóviles. Con el tiempo se expandió hacia una agencia global de eventos, especializada en lanzamientos de productos. En 2019 Auriga se integró en el Grupo ACCIONA.
También en el 99 y hasta 2003 fue parte de la organización dirigida por Jorge Valdano Make a team, donde junto a otros deportistas de élite españoles, formó a directivos en habilidades como fomentar el espíritu de equipo y mejorar su toma de decisiones.
Durante muchos años ha estado relacionada con la Real Federación Española de Automovilismo, donde ha formado parte de su Junta Directiva o de alguna Comisión Delegada como representante de los pilotos. Hoy en día sigue relacionada con la Comisión Mujer y Motor.
En mayo de 2025 fue anunciada como la nueva directora general de Mediapro Events.

## Resumen de trayectoria
| Temporada | Series                                                    | Escudería                            | Carreras | Victorias | Poles | VR | Podios | Puntos   | Pos.     |
| --------- | --------------------------------------------------------- | ------------------------------------ | -------- | --------- | ----- | -- | ------ | -------- | -------- |
| 1989      | Trofeo de España de Vehículos Clásicos - ?                | Escuela de pilotos Emilio de Villota | 1        | 0         | 0     | 1  | 1      | ?        | ?        |
| 1990      | Copa de España para Vehículos Históricos - 71             | Escuela de pilotos Emilio de Villota | 5        | 2         | 2     | 3  | 4      | 82,5     | 1.ª      |
| 1990      | Fórmula Fiat Uno                                          | Escuela de pilotos Emilio de Villota | 5        | 0         | 0     | 0  | 0      | ?        | ?        |
| 1991      | Copa de España para Vehículos Históricos - 71             | Escuela de pilotos BP                | 7        | 6         | 5     | 6  | 6      | 150      | 1.ª      |
| 1991      | Fórmula Fiat Uno                                          | Escuela de pilotos BP                | 6        | 0         | 0     | 0  | 1      | ?        | ?        |
| 1992      | Campeonato de España de Turismos                          | Escuela de pilotos BP                | 7        | 0         | 0     | 0  | 0      | ?        | ?        |
| 1992      | Trofeo de Clásicos del 20 Aniversario Circuito de Estoril | Escuela de pilotos BP                |          |           |       |    |        |          | 1.ª      |
| 1993      | Campeonato de España de Turismos                          | Herban Motor Team Opel España        | 8        | 0         | 0     | 0  | 0      | ?        | ?        |
| 1993      | Copa Porsche 968 CS                                       | Escuela de pilotos Emilio de Villota | 6        | 2?        | 2     | 2  | 4      | 84       | 3.ª      |
| 1994      | Copa Porsche 968 CS                                       | Escuela de pilotos Emilio de Villota | 6        | 0         | 0     | 0  | 3      | 59       | 5.ª      |
| 1994      | GT de las Américas (La Cumbre) - ?                        | Perroquefuma                         |          |           |       |    |        |          | 2.ª?     |
| 1995      | Copa Porsche 968 CS                                       | Escuela de pilotos Emilio de Villota | 3        | 0         | 0     | 0  | 0      | ?        | ?        |
| 1995      | BPR Global GT Series                                      | Seikel Motorsport                    | 2        | 0         | 0     | 0  | 0      | 6        | 181.ª    |
| 1996      | Copa Porsche 968 CS                                       | Escuela de pilotos Emilio de Villota | 3?       | 0         | 0     | 0  | 1      | 52       | 8.ª      |
| 1996      | Campeonato de España de Superturismos                     | Ciemme Corse                         | 2        | 0         | 0     | 0  | 0      | 0        | 21.ª     |
| 1996      | Fisa Golden Cup Superformula                              | Scuderia Coloni                      | 1        | 0         | 0     | 0  | 0      | 0        | ?        |
| 1997      | Copa Nacional Renault Mégane                              | EV Racing                            | 6        | 0         | 0     | 0  | 0      | ?        | ?        |
| 1998      | Fórmula SuperToyota                                       | EV Racing                            | 8        | 0         | 0     | 0  | 0      | 8        | 16.ª     |
| 1999      | Euro Open by Nissan                                       | Movistar Racing Fórmula              | 16       | 0         | 0     | 0  | 0      | 0        | 28.ª     |
| 2000      | Campeonato de España de GT                                | Marcos Racing International          | 10       | 2         | 7     | 7  | 7      | 226      | 1.ª      |
| 2001      | Campeonato de España de GT                                | Lister Storm Racing                  | 9        | 2         | 3     | 1  | 5      | 127      | 9.ª      |
| 2001      | Porsche Supercup                                          | Porsche AG                           | 1        | 0         | 0     | 0  | 0      | invitada | invitada |
| 2002      | Campeonato de España de GT                                | Darro Motor                          | 1        | 0         | 0     | 0  | 0      | ?        | ?        |
| 2003      | Campeonato de España de GT                                | Darro Motor Racing                   | 11       | 3         | 2     | ?  | 8      | 236      | 2.ª      |
| 2005      | 1000 km de Silverstone - LMP1                             | Chamberlain-Synergy Motorsport       |          |           |       |    |        |          | NF       |
| 2014      | Maxi Endurance 32H                                        | Veloso Motorsport                    |          |           |       |    |        |          | 5.ª      |
| 2014      | Maxi Endurance 32H                                        | Pakalgar                             |          |           |       |    |        |          | 7.ª      |
| Fuente:   |                                                           |                                      |          |           |       |    |        |          |          |

## Logros en el automovilismo
Balba González-Camino consiguió las siguientes marcas:
- Primera mujer española en ganar un campeonato de automovilismo en circuitos (1990).
- Única mujer en lograr vencer una carrera en el Circuito Guadalope (1991).
- Primera mujer española en lograr un podio en monoplazas (1991).
- Primera mujer en participar en una carrera en la República Dominicana (1994).
- Primera mujer española en lograr un victoria en GT (2000).
- Primera mujer a nivel mundial en lograr un campeonato nacional absoluto en GT (2000).
- Primera mujer española en participar en las Le Mans Series (2005).